# Gers (folyó)
A Gers folyó Franciaország területén, a Garonne bal oldali mellékfolyója.

## Földrajzi adatok
A folyó Hautes-Pyrénées megyében, a Lannemezan-fennsíkon, a Pireneusokban ered 630 méteren, és Agentől délre torkollik a Garonne-ba. Hossza 175,4 km, vízgyűjtő területe 1 227 km², míg az átlagos vízhozama 7,17 m³ másodpercenként. 
Mellékfolyói a Cédon, Sousson, Cier. Gers megye névadója.

## Megyék és városok a folyó mentén
- Hautes-Pyrénées
- Gers: Auch
- Lot-et-Garonne